# Forte Tombion

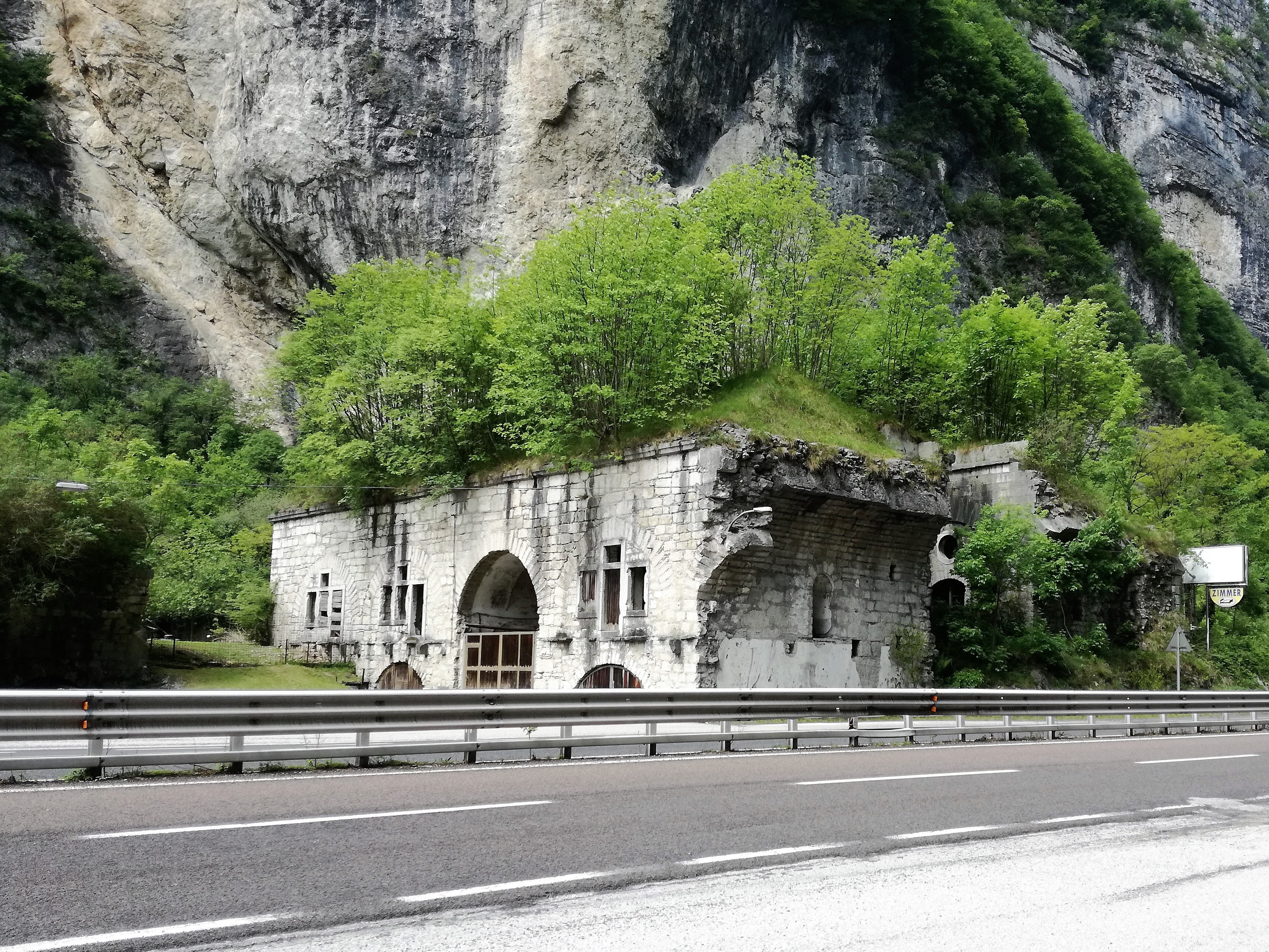
Forte Tombion: Überreste der Unterkunftskasematte

Forte Tombion ist eine ehemalige italienische Befestigungsanlage in der norditalienischen Provinz Vicenza. Sie wurde zwischen 1884 und 1885 an der durch die Brentaschlucht führenden Straße etwa zwei Kilometer nördlich von Cismon del Grappa errichtet.

## Lage
Die Sperre liegt an einer Engstelle des Canale di Brenta, wie die südliche Fortsetzung des Valsugana-Tals ab Primolano bezeichnet wird, etwa 24 Kilometer nördlich von Bassano del Grappa. Der durch das Tal fließende Fluss Brenta bildet an dieser nur 200 m breiten Schlucht eine nach Westen ausholende Schleife an der die Sperranlage errichtet wurde. Seit dem dritten italienischen Unabhängigkeitskrieg von 1866 lag die Grenze zwischen dem Königreich Italien und dem Kaisertum Österreich, ab 1867 Österreichisch-Ungarische Monarchie, nur wenige Kilometer nördlich von Primolano, einem am nördlichen Rand des Canale di Brenta liegenden Ortsteils von Cismon del Grappa.

## Baugeschichte
Die strategischen Bedeutung des Valsugana-Tals als Einfallstor nach Norden und nach Süden war seit alters her bekannt, dabei bot sich die Engstelle dieses Tales zwischen Primolano und Cismon del Grappa zur Errichtung einer Verteidigungsanlage geradezu an. So wurde eine in Sichtweite von Forte Tombion erbaute Burg, der Covolo di Butistione, bereits im 11. Jahrhundert erstmals namentlich erwähnt.
Nach dem Anschluss Venetiens an das Königreich Italien 1866 arbeitete der italienische Generalstab relativ schnell Pläne für den Bau von Sperranlagen in der Umgebung von Cismon del Grappa, Primolano und Arsiè aus. Letztlich fehlte es aber, wie in der angrenzenden k.u.k. Monarchie auch, an den nötigen finanziellen Mitteln, um diese Pläne auch umzusetzen.
Zwischen 1875 und 1879 übernahm eine zur Verteidigung der Alpen eingesetzte Kommission die Aufgabe, einen Verteidigungsplan auszuarbeiten. Die Kommission kam Anfang der 1880er Jahre zu dem Entschluss momentan nur eine einzige Sperre in der Gegend zu errichten, mit der mehrere Einbruchsrichtungen unter Kontrolle gehalten werden könnten. Dabei fiel die Wahl auf eine der engsten Stelle im Canale di Brenta zwischen Primolano und Cismon del Grappa, die unter dem Namen „Tombion“ bekannt war und von der man sowohl in Richtung Norden als auch in Richtung Süden im Falle einer Umgehung hätte einwirken können. Man war sich aber bereits damals bewusst, dass eine wirksame Sperrung nur durch den Bau weiterer Werke in der Umgebung Erfolg versprechend sein würde, was der Grundgedanke für den späteren Bau der Sperre Brenta-Cismon war.
1884 begannen die Arbeiten am Forte Tombio. Dabei wurde mit Hilfe von Minensprengungen der Baugrund zwischen Bergwand und Flussufer eingeebnet. Der erste Bauabschnitt war bereits 1885 beendet. 1896 legte man zusätzlich einige Minenkammern in der Umgebung an, mit denen im Bedarfsfall die umliegenden Verkehrswege, inklusive der südlich des Werkes über den Torrente Cismon führenden Brücke, gesprengt werden könnten.
Als 1910 der Bau des 1908 begonnen letzten Teilstückes der Valsugana Eisenbahnlinie zwischen Bassano und Primolano am Forte Tombion zur Diskussion stand, wurde das Problem laut, wie man die Eisenbahnstrecke in die Anlage integrieren könne, ohne die Funktion der Sperre in Frage zu stellen. Die darauf erfolgten Veränderungen betrafen aber nicht nur die bauliche Einbeziehung der Eisenbahnstrecke, sondern auch die Armierung, die reduziert und nur noch in Richtung Norden ausgerichtet war. In der Folgezeit sah man von weiteren Arbeiten am Forte Tombion ab, da man es nach dem Bau der moderneren Werke Leone und Lisser als veraltet und überholt betrachtete.

## Beschreibung

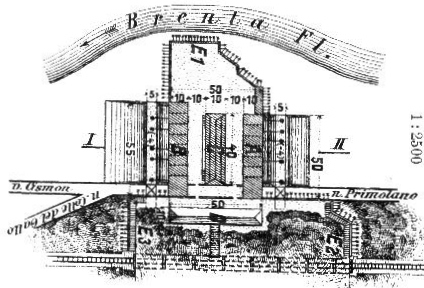
Skizze der Anlage angefertigt durch das k.u.k. Evidenzbureau

Forte Tombion bestand aus zwei einstöckigen Kasemattbatterien, die senkrecht zur Talstraße lagen und nordseitig Richtung Primolano sowie südseitig Richtung Cismon ausgerichtet waren. Zwischen beiden Batterien befand sich eine zweistöckige Unterkunftskasematte sowie ein parallel zur Straße verlaufendes am östlichen Talrand direkt an der Felswand gelegenes zweistöckiges Gebäude, in dem die Dienststuben, die Waffenkammer und am südlichen Eckpunkt die Pulverkammer lagen, während im Obergeschoss die Offiziersunterkünfte untergebracht waren. An der Westseite der Anlage zum Fluss Brenta hin, grenzte eine Steinmauer mit Schießscharten die Sperre ein. Eine solche offene Infanteriestellung war auch an der Ostseite hangaufwärts mit südlicher und nördlicher Ausrichtung errichtet worden.
Vor beiden Batterieblöcken befanden sich jeweils zwei Erdwälle zum Schutz der beiden Kasemattbatterien. Zwischen den Erdwällen lag jeweils ein 6 Meter breiter und 5 Meter tiefer Graben. Über beide Gräben führten am jeweils östlichen Grabenende direkt vor den beiden Toren der Anlage zwei einziehbare Brücken, über die die Talstraße durch die Anlage geführt wurde. Die beiden Tordurchfahrten waren mit Eisentoren verschlossen, die über Schießscharten verfügten und in denen jeweils eine kleine Tür für den Durchlass von Fußgängern eingelassen war.
Die beiden Kasemattbatterien besaßen jeweils 5 Geschützkasematten, die an der Rückseite für den Rauchabzug offen waren. Daneben gab es in den beiden Batterieblöcken noch Munitions- und Bereitschaftskasematten für die Geschützbedienungen. Auf dem Dach der Batterieblöcke befanden sich Balustraden für die Infanterie, von denen das Vorfeld bestrichen werden konnte. Die Unterkunftskasematte besaß nur auf ihrer Südseite Fenster und Türen. Unter den beiden einziehbaren Brücken lag die Grabenstreiche, die über Poternen zu erreichen waren. Die Reichweite der Werksgeschütze lag aufgrund des gewundenen Tales in Richtung Norden bei 1.250 und in Richtung Süden bei 4.000 Metern. Mit den im Werkshof in offener Stellung liegenden Mörsern konnten auch die Sperren bei Primolano unter Beschuss genommen werden, falls diese vom Feind eingenommen worden wären. Als Besatzung waren 180 Mann plus weitere 180 Mann im Verteidigungsfall vorgesehen.
Bei den 1911 erfolgten Umbauten wurde die Eisenbahnlinie Primolano-Bassano in die Verteidigungsanlage integriert, in dem sie parallel zur Straße am Werk durch einen künstlich gemauerten Tunnel vorbeigeführt wurde. Auf diesem wurden 3 Meter hohe steinerne Brustwehren mit Gewehrschießscharten errichtet, die sich nahtlos an die östlich hangaufwärts führende Mauer anschlossen. In der Tunnelmitte führte ein Durchgang zur bereits erwähnten parallel zur Straße liegenden Kasematte mit den Dienst- und Wachstuben. Beide Tunneleingänge konnten mit Eisentoren, die über Schießscharten verfügten, verschlossen werden.

## Bewaffnung
Nach Fertigstellung 1885 war das Werk wie folgt bewaffnet:
- zehn 15 GRC/ret Haubitzen auf in Seitenrichtung beweglichen Lafetten, davon fünf nord- und fünf südseitig ausgerichtet mit einem Munitionsvorrat von insgesamt 5.000 Granaten;
- vier Mörser 15 AR/ret mit 1.600 Granaten Munition, sie konnten sowohl in Richtung Norden als auch in Richtung Süden eingesetzt werden;
- zwei Schnellfeuerkanonen 9 ARC für die Grabenstreiche.[6]

1911 beschränkte sich die Bewaffnung auf:
- vier Kanonen 75 A Modell 1906 mit Schussrichtung Primolano;
- zwei Mörser 149 mm;
- vier Maschinengewehre Gardner Mod. 1886, die je nach Bedarf nord- oder südseitig eingesetzt werden konnten.[7]

## Kriegsgeschichte
Wenige Tage nach Beginn des Ersten Weltkrieges und der darauf folgenden italienischen Neutralitätserklärung vom 3. August 1914 wurde am 8. August offiziell das Sperrkommando Brenta-Cismon ins Leben gerufen, mit dem Ziel, die vollständige Einsatzbereitschaft dieses Grenzabschnittes zu erreichen und die noch nicht fertiggestellten und zum Teil noch nicht einmal begonnenen Arbeiten an der Sperre zu beenden.

### 1915
Am 22. Mai 1915 berief man Forte Tombion in den Verteidigungszustand und stellte damit die volle Alarmbereitschaft her. Um 20:30 Uhr des gleichen Tages befahl das Sperrkomando in Arsiè die Mobilmachung und am Tag darauf die volle Einsatzbereitschaft für den Kriegsfall der Sperre Brenta-Cismon. Letztere umfasste zu diesem Zeitpunkt die Festungen Forte Tombion, Tagliata Covolo di Sant’Antonio, Tagliata della Scala, Tagliata delle Fontanelle, Forte Cima Lan, Forte Leone, Forte Lisser, die Kavernenbatterie Forte Coldarco sowie sieben weitere Batteriestellungen mit insgesamt 28 Geschützen unterschiedlichster Kaliber.
Am 24. Mai um 1:00 Uhr morgens erteilte die im Raum Brenta Cismon stehende 15. Division den Angriffsbefehl, dabei sollten die dort stehenden ständigen Befestigungen das Vorrücken der Truppen mit ihrer Werksartillerie eventuell unterstützen. Dazu kam es aber nicht, da die österreichisch-ungarische Verteidigungslinie von der Reichsgrenze auf eine leichter zu verteidigende Linie Lagorai – Levico – Hochfläche von Folgaria/Lavarone zurückverlegt worden war und so die Valsugana freigegeben wurde, so dass die vorrückenden italienischen Truppen auf keinen Widerstand stießen und damit jegliche Unterstützung durch die Sperrgruppe Brenta-Cismon hinfällig wurde. Bereits vierzehn Tage später befand sich die vorderste italienische Linie bei Ospedaletto, etwa 20 Kilometer Luftlinie von Forte Tombion entfernt. Bis Anfang November 1915 behielt Tombion die 1911 festgelegte Armierung bei, auch wenn die Besatzung schrittweise reduziert worden war. Ende November bildete es zusammen mit der Tagliata della Scala und Covolo di Sant’Antonio die Untergruppe Talsohle (Gruppo opere fondovalle) innerhalb der Sperre Brenta-Cismon.

### 1916
Die österreichisch-ungarische Südtiroloffensive im Frühjahr 1916 traf die Sperrgruppe zunächst nur marginal. Mit Fortschreiten der Offensive sah man beim italienischen Armeekommando allerdings zusehends die Gefahr eines österreichischen Einbruches in den Canale di Brenta von der Hochebene der Sieben Gemeinden aus. Um die Gefahr einer Umgehung zu begegnen, veranlasste man am 26. Mai 1916 die Verlegung der Werksartillerie von Forte Tombion von der nördlichen in die südliche Batteriekasematte. Außerdem wurde der Munitionsvorrat aufgefüllt und Drahthindernisse in Richtung Cismon aufgestellt. Am 27. Mai wurde zur Flankensicherung von Forte Tombion zwei Batterien mit 120G Kanonen für die Artilleriestellung auf dem Col del Gallo zusätzlich abgestellt. Nach Abflauen der Offensive und dem Ende einer Bedrohung eines eventuellen Abstieges in den Canale di Brenta schliefen auch die Aktivitäten in Tombion wieder ein. In der Folgezeit nutzte man die Sperre kurzfristig als Gefängnis für Deserteure und dann nur noch als Reservelager für Truppen und Material, was auch eine weitere Reduzierung der Besatzung und Armierung zur Folge hatte. Ende November 1916 wurde nach Festigung der Frontlinie die Auflösung der Sperre Brenta-Cismon durch das Armeegruppenkommando beschlossen, da sich sämtliche Anlagen weit hinter der Front befanden. Lediglich die Straßensperren behielten eine minimale Aufgabe als Straßenkontrollpunkte bei und wurden von Carabinieri besetzt. Ende Dezember 1916 war Tombion vollständig desarmiert.

### 1917
Am 5. November 1917 begann in Folge des deutsch-österreichischen Durchbruches bei Karfreit der befohlene Rückzug der italienischen Truppen des XVIII. Armeekorps zwischen der Valsugana und dem östlichen Lagorai auf die neue Linie Grappa-Piave, die zwischen San Marino im Canale di Brenta entlang des Grappamassivs über 50 km bis zur Ponte della Priula am Piave anschloss. Gedeckt wurde der Rückzug durch ein Nachhutkommando mit der Aufgabe das Vorrücken der k.u.k. Truppen zu verlangsamen und sämtliche Festungen und Verkehrswege in dem Bereich unbrauchbar zu machen bzw. so weit wie möglich zu zerstören. Am 12. November erreichten die österreichischen Verbände schließlich die ersten Werke der Sperre Brenta-Cismon, Leone und Cima di Lan, letzteres konnte kurz vorher noch von den Italienern gesprengt werden. Am gleichen Tag noch befahl man alles für die Sprengung von Forte Tombion sowie der beiden Straßensperren Tagliata della Scala und Fontanelle vorzubereiten. Am 13. November erfolgte nacheinander die teilweise Sprengung der beiden bei Primolano liegenden Straßensperren Als man sich daran machte auch das Werk Tombion zu sprengen, stellte sich heraus, dass die Zünder zum Teil feucht geworden waren. Bevor man diese auszutauschen konnte, wurde das Sprengkommando bereits von einer österreichischen Patrouille des 81. k.u.k. Infanterie-Regimentes unter Feuer genommen, wobei mehrere Männer starben. Bei der darauf erfolgten überhasteten Sprengung konnten nur Teile des Werkes gesprengt werden, darunter Teile der Kasematten sowie der Straßendurchgang. Nach der Besetzung durch österreichisch-ungarische Truppen und der Räumung der Sprengtrümmer, wurde die von den Österreichern als Forte delle Piovega di Sotto bezeichnete Anlage ab Dezember 1917 als Hilfsplatz genutzt.

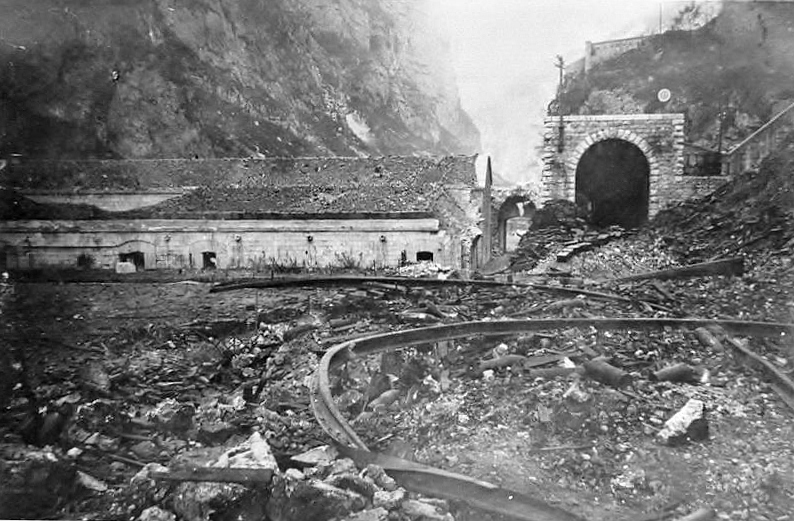
Forte Tombion: Nach der Explosion von 1918

### 1918
Im Jahr 1918 wurde das Fronthinterland um Forte Tombion, insbesondere die von den Österreichern wieder instand gesetzte Eisenbahnlinie immer wieder zum Ziel italienischer Artillerieangriffe. Bei einem dieser Angriffe im Frühjahr 1918 wurde ein mit Munition beladener Zug, der vor dem südlichen Tunnelausgang stand getroffen. Bei der verheerenden Explosion wurden auch Teile des Werkes in Mitleidenschaft gezogen. So stürzte das Richtung Cimon gelegene Werkstor, das bereits bei der italienischen Sprengung im November 1917 beschädigt worden war, inklusive der beiden Torpfeiler komplett ein. Nach dem Zurückweichen der österreichisch-ungarischen Truppen infolge der am 24. Oktober gestarteten italienischen Offensive von Vittorio Veneto fiel Forte Tombion am 3. November 1918 wieder in italienische Hände.

## Nachkriegszeit und Zweiter Weltkrieg
Nach Ende des Ersten Weltkrieges wurde Forte Tombion von der italienischen Armee aufgelassen und seinem Schicksal überlassen. Im Zweiten Weltkrieg benutzten es die Organisation Todt ab 1943 als Sprengstofflager. In der Nacht vom 6. auf den 7. Juni 1944 wurde Tombion zum Ziel eines Sabotageangriffes der italienischen Resistenza. Der vom Special Operations Executive ausgegangene Auftrag sah vor, mit dem in Tombion gelagerten Sprengstoff, die unmittelbar daneben verlaufende Eisenbahnlinie zu sabotieren, um damit die deutschen Nachschubwege zu stören, da die Deutschen den Schienenverkehr teilweise von der stark durch alliierte Luftangriffe gestörten Brennerlinie auf die schwerer anzugreifende Valsugana-Bahn verlegt hatten. Am 7. Juni 1944 um 1 Uhr nachts gelang es der Widerstandsgruppe den Eisenbahntunnel neben Forte Tombion zu sprengen, was die vollständige Unterbrechung des Schienen- und des daneben verlaufende Straßenverkehrs für fünf Tage zur Folge hatte. Diese als „Sabotage des Tombion“ bezeichnete Aktion, gilt als eine der bedeutendsten des italienischen Widerstandes.
Nach Ende des Zweiten Weltkrieges verlor Forte Tombion endgültig jegliche Bedeutung und wurde ab den 1960er Jahren im Laufe des Ausbaus der Eisenbahnlinie und insbesondere der Strada Statale 47 della Valsugana in großen Teilen abgetragen. Die Reste von Forte Tombion befinden sich in Privatbesitz und können nur von außen besichtigt werden.

## Bilder

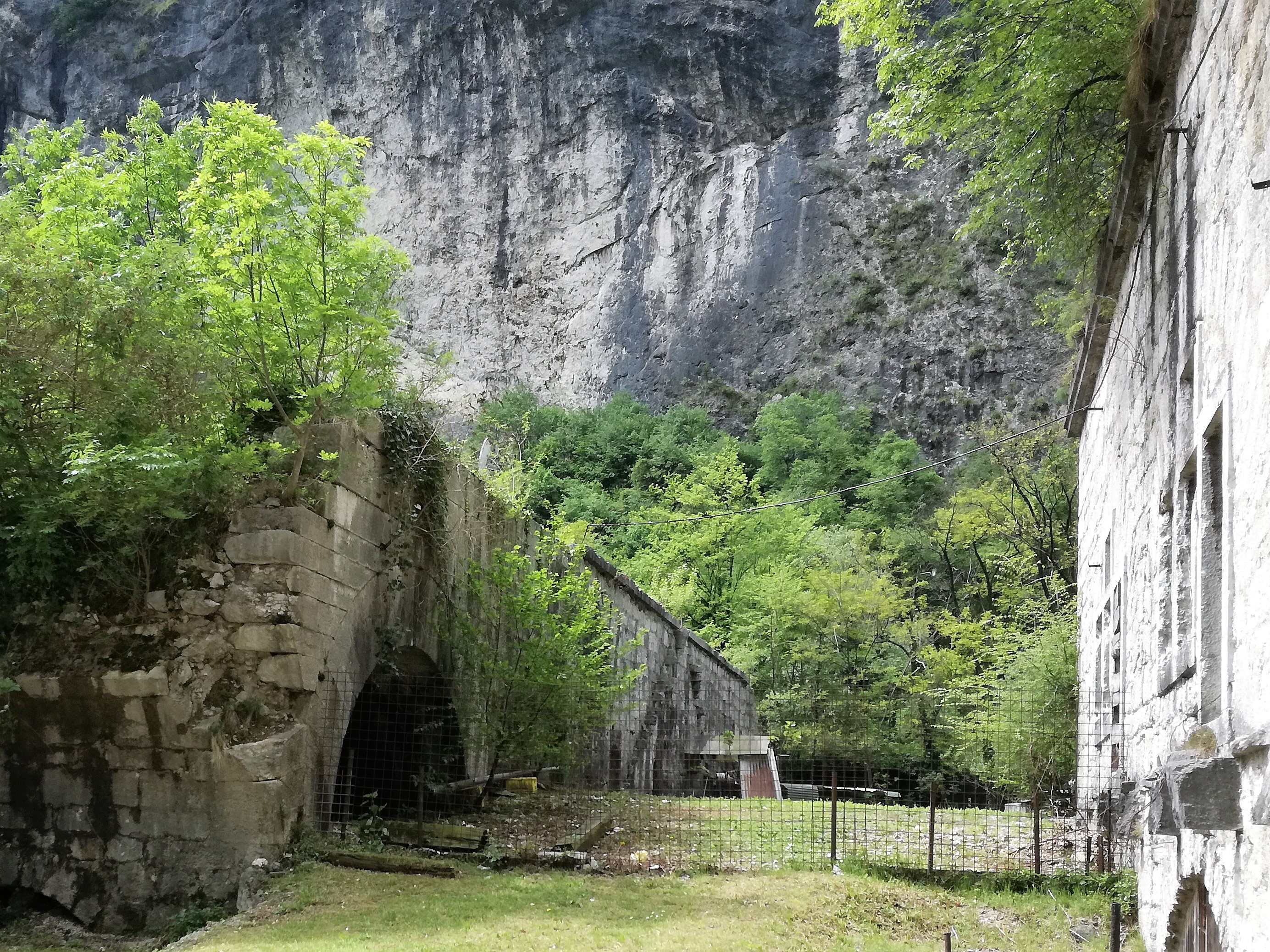
Links die südliche Kasemattbatterie, rechts die Unterkunftskasematte
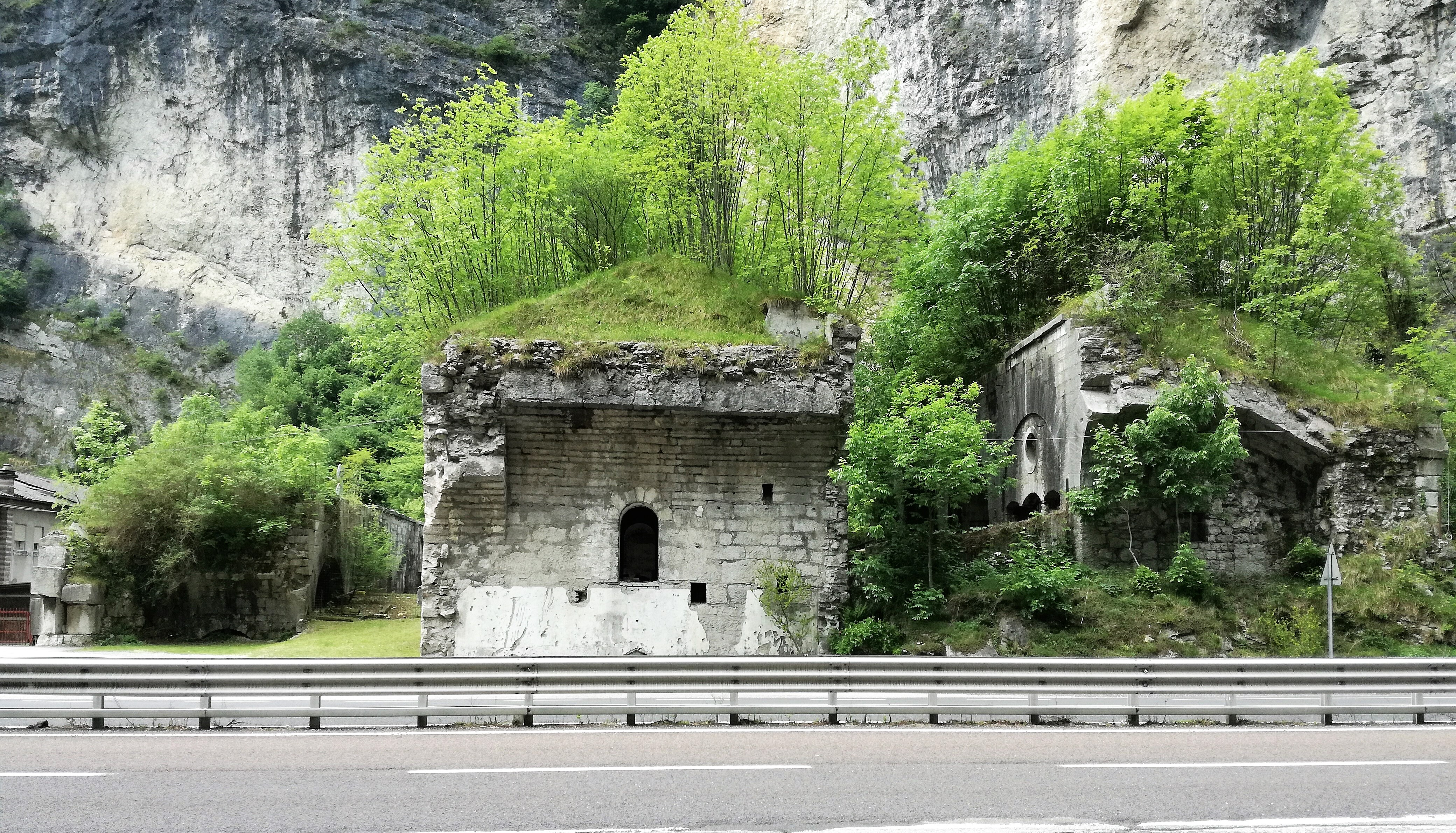
Unterkunftskasematte und rechts die Überreste der nördlichen Kasemattbatterie
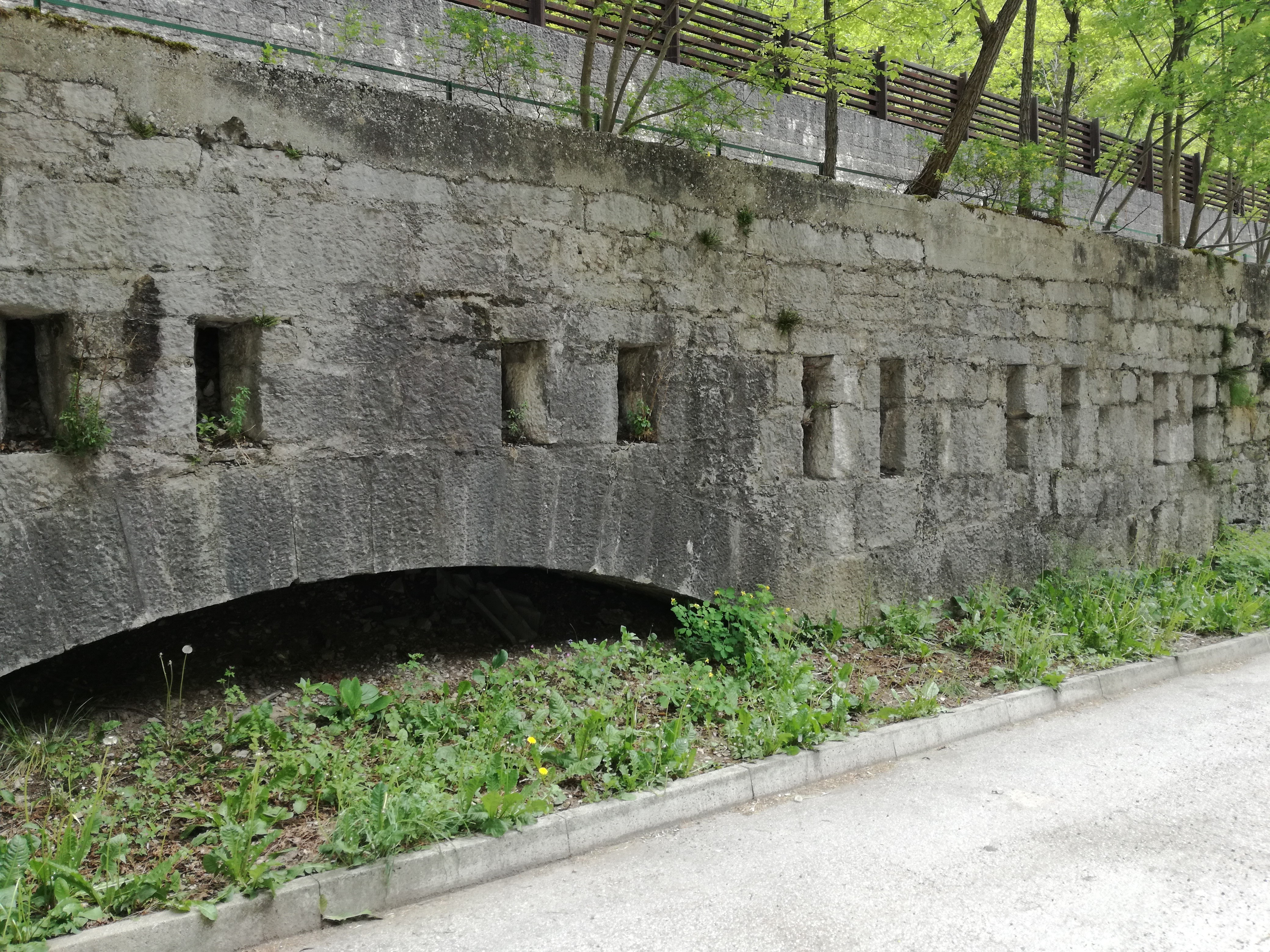
Nördliche Gewehrgalerie (mit fast zugeschütteter Nische der einziehbaren Grabenbrücke)